# Менезес Мело, Пауло Виктор де
Па́уло Ви́ктор де Мене́зес Ме́ло (порт.-браз. Paulo Victor de Menezes Melo; 29 мая 1993, Сан-Паулу, Бразилия), более известный как Паули́ньо (порт.-браз. Paulinho) — бразильский футболист, нападающий клуба «Оланчо».

## Биография
Воспитанник «Коринтианса», за детские, юношеские и молодёжные команды которого выступал с 2001 по 2013 год.
В 2013 году дебютировал в основном составе «Коринтианса», проведя 5 матчей в Серии A и 1 поединок в чемпионате штата Сан-Паулу, победителем которого в том сезоне его команда и стала. В 2014 году сыграл 1 встречу в Серии A и 2 в Лиге Паулиста, после чего отправился на правах аренды в клуб «Америка» (Натал), в составе которого и доиграл сезон, проведя 10 матчей и забив 1 гол в Серии B чемпионата Бразилии и сыграв в двух поединках национального кубка.
В начале 2015 года перешёл на правах аренды в «Риу-Клару», за который провёл 14 встреч и забил 1 мяч в Серии A2 чемпионата штата Сан-Паулу, после чего летом был арендован клубом «Португеза Деспортос», где и доиграл сезон, отметившись двумя голами в 9 матчах Серии C чемпионата Бразилии.
6 января 2016 года было сообщено, что Паулиньо не смог согласовать новый контракт с «Коринтиансом», после чего на правах свободного агента заключил двухлетнее соглашение с луганской «Зарёй». 20 января о трансфере было объявлено официально. 2 марта дебютировал в составе «Зари» в выездной игре 1/4 финала Кубка Украины против луцкой «Волыни», заменив на 61-й минуте Андрея Тотовицкого, а 12 марта дебютировал в Премьер-лиге в домашнем матче против одесского «Черноморца», заменив на 62-й минуте Ивана Петряка.
В январе 2018 года подписал трёхлетний контракт с болгарским «Левски».

## Достижения
- Чемпион штата Сан-Паулу: 2013

## Характеристика
По мнению главного тренера луганской «Зари» Юрия Вернидуба, Паулиньо очень разнообразен в атаке, может сыграть как на острие, так и на фланге, игрок он быстрый, резкий, техничный, обладающий прекрасным дриблингом, для него не проблема обыграть одного, а то и двух защитников.

## Статистика
| Клуб                | Лига         | Сезон   | Чемпионат | Чемпионат | Кубок | Кубок | Прочее | Прочее |
| Клуб                | Лига         | Сезон   | Игры      | Голы      | Игры  | Голы  | Игры   | Голы   |
| ------------------- | ------------ | ------- | --------- | --------- | ----- | ----- | ------ | ------ |
| Коринтианс          | Серия A      | 2013    | 5         | 0         | 0     | 0     | 1      | 0      |
| Коринтианс          | Серия A      | 2014    | 1         | 0         | 0     | 0     | 2      | 0      |
| Америка (Натал)     | Серия B      | 2014    | 10        | 1         | 2     | 0     |        |        |
| Риу-Клару           | Серия A2     | 2015    |           |           |       |       | 14     | 1      |
| Португеза Деспортос | Серия C      | 2015    | 9         | 2         |       |       |        |        |
| Заря                | Премьер-лига | 2015/16 | 1         | 0         | 1     | 0     |        |        |

1. 1 2 3 4  Чемпионат штата Сан-Паулу.
2. 1 2  Серия A2 чемпионата штата Сан-Паулу.